# Karamanlides

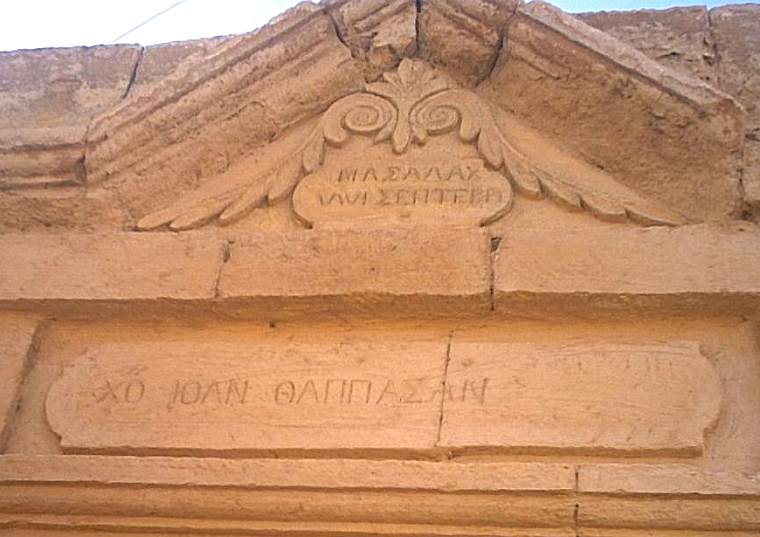
Inscripción karamanlidika ΜΑΣΑΛΑΧ (Masallah), encontrada en una iglesia ortodoxa abandonada cerca de İncesu en Turquía.

Los karamanlides (en griego: Καραμανλήδες; en turco: Karamanlılar o Karamaniyanlar), o simplemente karamanlis, son un pueblo greco-ortodoxo de habla turca, nativos de las regiones de Karaman y Capadocia, en Anatolia. Hoy en día, la mayoría de la población vive en Grecia, aunque existe una diáspora considerable en Europa Occidental y América del Norte.

## Etimología
Los karamanlides eran cristianos greco-ortodoxos de Anatolia Central que tenían el turco como su idioma principal. Sin embargo, el término es geográfico, derivado del beylicato de Karaman del siglo XIII. Este fue el primer reino turco en usar el turco como idioma oficial. Originalmente el término solo se referiría a los habitantes de la ciudad de Karaman o de la región de Karaman.

## Lengua

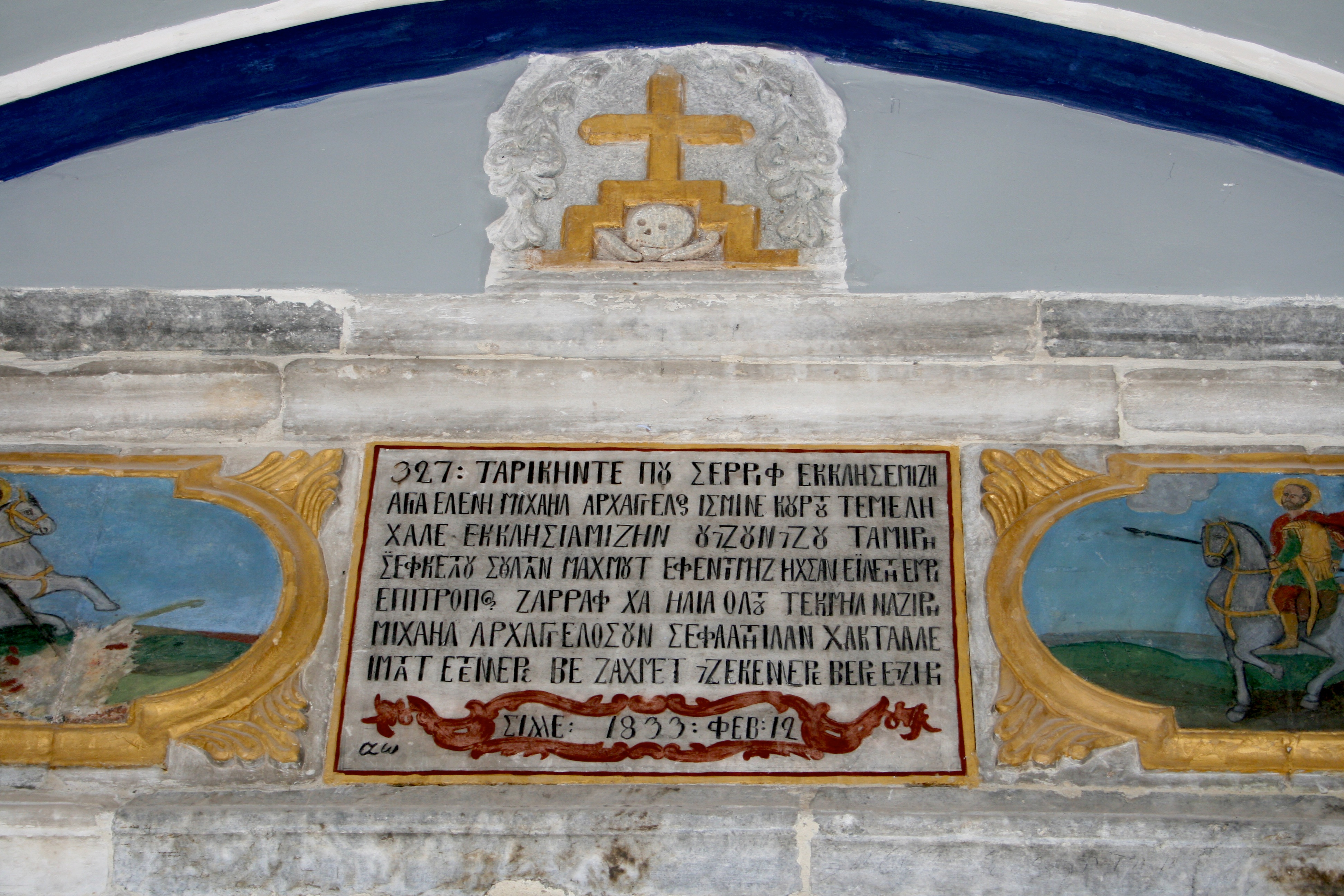
Inscripción en turco karamanli en la entrada de la antigua iglesia ortodoxa griega de Agia Eleni en Sille, cerca de Konya.

Históricamente, los karamanlides hablaban turco karamanli. Su vocabulario se basó abrumadoramente en palabras turcas con muchas palabras prestadas en griego. El idioma no debe confundirse con el griego de Capadocia, que se hablaba en la misma región durante la misma época, pero que está derivado del idioma griego. Mientras que el turco otomano oficial estaba escrito en árabe, los karamanlides usaban el alfabeto griego para escribir su forma de turco. Estos textos se llaman karamanlidika (Καραμανλήδικα / Καραμανλήδεια γραφή) o turco karamanlı hoy día, con su propia tradición literaria y ha producido numerosas obras publicadas impresas en el siglo XIX, algunas de ellas publicadas por Evangelinos Misailidis, por la editorial Anatoli o Misailidis (Misailidis 1986, p. 134).
Los escritores y hablantes de Karamanlı fueron expulsados de Turquía como parte del intercambio de poblaciones entre Grecia y Turquía de 1923. Algunos hablantes conservaron su idioma en la diáspora, aunque la forma de escritura dejó de usarse inmediatamente después de que el estado turco adoptase el alfabeto latino.
Un fragmento de un manuscrito escrito en Karamanlı también se encontró en El Cairo Geniza. [1].      Karamanlı Turkish tenía su propia tradición literaria y produjo numerosas obras impresas, publicadas en el siglo XIX, algunas por Evangelinos Misailidis, con las editoriales Anatoli o Misailidis (Misailidis 1986, p. 134).
Los escritores y hablantes de Karamanlı fueron expulsados de Turquía como parte del intercambio de población greco-turca de 1923. Algunos hablantes conservaron su idioma en la diáspora. La forma de escritura dejó de usarse inmediatamente después de que el estado turco adoptó el alfabeto latino.
Un fragmento de un manuscrito escrito en karamanlı también se encontró en la Geniza del Cairo.

## Orígenes
Los orígenes de los karamanlides han estado disputados durante mucho tiempo, existiendo dos teorías básicas sobre el tema. La primera es que sean los remanentes de la población bizantina de habla griega que, aunque siguió siendo ortodoxa, estaba turquificada lingüísticamente. La segunda teoría sostiene que eran originalmente soldados turcos que los emperadores bizantinos habrían establecido en gran número en Anatolia y que habían conservado su idioma y religión cristiana después de las conquistas turcas.

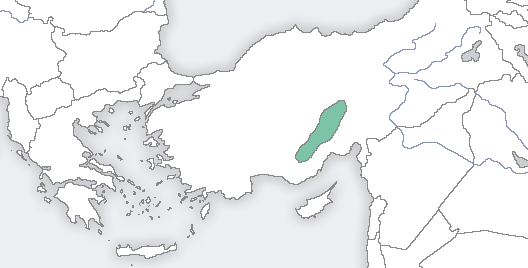
Territorio de origen de los karamanlides.

## Población
Muchos karamanlides se vieron obligados a abandonar sus hogares durante el intercambio de población de 1923 entre Grecia y Turquía. Las primeras estimaciones situaron el número de cristianos ortodoxos expulsados del centro y sur de Anatolia en alrededor de 100000. Sin embargo, los karamanlides se contaban en alrededor de 400000 en el momento del intercambio. Actualmente, solo un pequeño grupo continúa viviendo en Turquía.

## Cultura
La cultura distintiva que se desarrolló entre los karamanlides mezcló elementos del cristianismo ortodoxo con un sabor greco-otomano que caracterizó su disposición a aceptar y sumergirse en costumbres extranjeras. Entre los siglos XIV y XVIII, los karamanlides escribieron obras literarias ortodoxas manuscritas disfrutando de una explosión de refinamiento literario. A partir de 1718 se imprimieron libros, y en el siglo XIX más de 500 obras, en su mayoría novelas, escritos religiosos y libros de historia. La poesía lírica de finales del siglo XIX describe la confusión que sentían como pueblo de habla turca con un espíritu griego.
Se ha registrado y publicado un catálogo de obras en cuatro volúmenes de la Karamanlidika, comprendiendo las publicaciones en escritura griega, que cubren principalmente el período de 1584 a 1923. Un ejemplo de su literatura independiente es el poema Kayseria Mitropolitleri ve Malumat-i Mütenevvia (1896), que describe su cultura, fundamentada en la religión cristiana ortodoxa, escritura griega y etnia turca, además de identidad otomana.